# Liste der Monuments historiques in Montigny-le-Bretonneux
Die Liste der Monuments historiques in Montigny-le-Bretonneux führt die Monuments historiques in der französischen Gemeinde Montigny-le-Bretonneux auf.

## Liste der Bauwerke
| Bezeichnung       | Beschreibung | Standort | Kennzeichnung | Schutzstatus | Datum | Bild           |
| ----------------- | ------------ | -------- | ------------- | ------------ | ----- | -------------- |
| Fort de Saint-Cyr | Erbaut 1875  | (Lage)   | PA00087791    | Classé       | 1992  | weitere Bilder |

## Liste der Objekte
- Monuments historiques (Objekte) in Montigny-le-Bretonneux in der Base Palissy des französischen Kultusministeriums